# Doto sarsiae
Doto sarsiae är en snäckart som beskrevs av Marrow, Thrope, Picton 1992. Doto sarsiae ingår i släktet Doto och familjen Dotoidae. Inga underarter finns listade i Catalogue of Life.